# Vladislav Zadrobílek
Vladislav Zadrobílek (14. listopadu 1932, Stodůlky – 11. prosince 2010, Praha), používající mimo jiné pseudonym D. Ž. Bor, byl český básník, prozaik, nakladatel, hermetik, hudebník, malíř a kulturní organizátor.

## Stručný životopis
Narodil se roku 1932 ve Stodůlkách (dnes součást Prahy), ale dětství prožil v Hradci Králové. Roku 1946 se přestěhoval s rodiči do Prahy. Pobýval na mnoha dalších místech (Choustníkovo Hradiště, Ostrava), ale do Prahy se opět vrátil.
V Litoměřicích se vyučil zahradníkem a tuto profesi nějaký čas vykonával. Díky ní se dostal do Choustníkova Hradiště, kde se začal zajímat o osobnost barokního mecenáše hraběte Šporka a jeho Kuks. Ohlasy z tohoto životního období se objevují i v jeho literární tvorbě (mj. Hovory ve skříni v samizdatové verzi sbírky Zadrhlo zahrdlo) a inspirují i velkou Šporkovskou výstavu (1999).
Během komunismu vystřídal řadu profesí, které byly spojeny, jak sám říkal „s tím, že si budu dělat, co budu chtít“. Byl zahradníkem, pracoval u vysokých pecí, byl strojníkem v čistírně plynu, divadelním kulisákem, svářečem, pracovníkem v reklamě, elektrikářem, vychovatelem, antikvářem, restaurátorem, knihařem atd.
Zemřel v 78 letech 11. prosince 2010.

## Básník a prozaik
Jeho literární činnost byla zásadně ovlivněna hermetismem, prodchnutým jemným estetickým cítěním.
Používal celou řadu pseudonymů. Nejznámější pseudonym D. Ž. Bor je grafická přesmyčka jeho občanského jména a příjmení; písmeno Ž. lze po vertikále rozložit na V. Z.

### Básník
Vladislav Zadrobílek publikoval čtyři básnické sbírky:
- Velká denní hudba, 1963
- Zadrhlo zahrdlo, 1996
- Klonování času, 2005
- Plankty, 2009

Za Klonování času byl nominován na Státní cenu za literaturu.

### Prozaik
Byl autorem řady esejů, odborných publikací, úvah a povídek. Své esoterní články publikoval ve sborníku Logos, literární texty v časopisech Analogon a Tvar.

### Výběrová bibliografie prózy
- D. Ž. Bor: Obrazový atlas hermetismu, 1990, druhé vydání 1994.
- D. Ž. Bor: Zlatý a železný věk, 1990
- D. Ž. Bor: O kameni filosofů, 1990, dotisk 1993
- D. Ž. Bor: Pět traktátů, 1991
- D. Ž. Bor: Alchymická tvrz, 1992
- D. Ž. Bor: Abeceda stvoření, 1993
- D. Ž. Bor: Zrcadlo alchymie, 1994
- D. Ž. Bor: Kabala a kabalisté, 1995
- D. Ž. Bor: Napříč říší královského umění, 1995
- V. Kuncitr: Sklerotikon, 1995
- D. Ž. Bor: Na prahu vznešena, 1997
- D. Ž. Bor: Pýthagoras ze Samu, 1999
- D. Ž. Bor: František Antonín hrabě Špork
- D. Ž. Bor: Pocta Františku Antonínu hraběti Šporkovi, 1999
- D. Ž. Bor: Dítě andělů: Otokar Březina, 2000
- D. Ž. Bor: Bdělost, toť vše! (Gustava Meyrinka cesta k nadsmyslnu), 2003
- D. Ž. Bor: Nevědět nic, moci vše! 2003, 2008
- D. Ž. Bor: Útěky domů, 2007
- D. Ž. Bor: Časobraní, 2010
- D. Ž. Bor: Poslední časobraní, 2010 (vydáno posmrtně, 2012)

Do seznamu jsou vřazeny i redigované sborníky a část překladatelského díla. Vladislav Zadrobílek byl dále autorem komentářů, otištěných v Alchymické knižnici Logosu.
V roce 2013 vyšel konečně v nakladatelství Trigon „Tajemný svět pravěku“, uzavírající volnou „mýtoetymologickou trilogii“ (Zlatý a železný věk, Abeceda stvoření, Tajemný svět pravěku).

## Nakladatel

### Vydavatel samizdatu
Své první práce publikoval v samizdatu; mezi lety 1971 – 1989 vydal 34 různých samizdatových titulů, mezi nimiž lze najít i nejkrásnější české „podzemní“ knihy vůbec . Vydával hermetismus, výtvarné umění, beletrii, Ladislava Klímu, Josefa Váchala, Vladimíra Boudníka, Vítězslava Nezvala, Pierra de Lasenic, vlastní texty...). Spolupracoval s Oldřichem Hamerou a s výtvarníky Karlem Neprašem, Michaelem Rittsteinem, Vladimírem Kokoliou a dalšími.
Desky přednostních exemplářů zdobí unikátní umělecká díla. Vazby běžných výtisků jsou často označeny typickým emblémem hada úrobora.

### Nakladatel
Svou činnost po roce 1989 spojil s nakladatelstvím Trigon, které vedl až do své smrti. Jeho knižní produkce v tomto období překročila sto padesát titulů. Mezi nimi byla mj. souvislá řadu textů, umožňujících studium „tradičního hermetismu“.

## Hermetik
K zájmu o alchymii jej přivedla knižní řada Otakara Zachara, která se mu náhodně dostala do rukou. Jeho chápání světa ovlivnila četba autorů, jakými byli Otokar Březina, Ladislav Klíma, Pierre de Lasenic či Gustav Meyrink.
Těžištěm jeho zájmu byly alchymie, mýtoetymologie, kořeny kultury a pravěk. Základní dílo, zachycující jeho chápání světa, tvoří mýtoetymologická trilogie (Zlatý a železný věk, Abeceda stvoření a zatím nevydaný Záhadný svět pravěku).
Alchymické spisy jsou ještě rozsáhlejší. Patrně nejvýznamnějším titulem je Napříč říší královského umění. U mnohasvazkové alchymické knižnice Logosu byl odbornou veřejností vysoce hodnocen celkový rozvrh obsažených spisů, ale zejména komentáře k nim.[zdroj?]
Byl pokládán za nejvýznamnějšího českého znalce alchymie přelomu 20. a 21. století.[zdroj?]

## Hudebník
Spolu s Mirkem Slavíkem, Janem Hofmanem, Jiřím Hromasem, Ivanem Sedlákem, Václavem Setničkou, Petrem "Píďou" Votíkem a Alešem Veselým byl členem hudební skupiny Žabí hlen, ke které později přibyli Tomáš Molnár a Aleš Tejkl. Hudební produkci této skupiny je těžké jakkoli charakterizovat, někdy se hovoří o improvizovaném industriálním jazzu.

### Diskografie
- Žabí hlen, Guerilla records 2008. Stopáž nahrávek: 01:13:49.
- Žabí hlen II., Guerilla records 2009. Stopáž nahrávek: 01:19:35.

Mimo vydaných nahrávek se dochovalo množství originálních pásů a pásků, jejichž zveřejnění se dále zvažuje.

## Malíř, kulturní organizátor
Byl surrealistou. Vytvořil řadu olejů, leptů a perokreseb, které jsou vesměs v soukromých sbírkách jeho přátel.
Zpravidla netvořil sám, spíše v kruhu svých přátel. Roku 1958 se stal členem výtvarné skupiny Kroky, která pracovala pod patronací Zdeňka Přibyla. Jejími dalšími členy byli Miloš Urbásek, Eduard Ovčáček, Rudolf Valenta, Jiří Veselský, Vladimír Kotmel, Věnceslav Juřina, Vojtěch Renč.
V šedesátých letech se v Praze seznámil s Josefem Vyleťalem, Mikulášem Medkem, Janem Švankmajerem a členy Konfrontace II.
V roce 1969 spolu s Alešem Veselým připravil katalog a instaloval výstavu pro vídeňský pavilón Secession. Seznámil se s Andrejem "Nikolajem" Stankovičem, Jiřím Daníčkem, Karolem Sidonem, Lily Sekytovou-Císařovskou a Vratislavem Brabencem.

### Výstavy
- 1991 pořádal v galerii Pi-pi-art (Adriena Šimotová, Viktor Pivovarov a Václav Stratil) výstavu "Zadrobílek a Faust" (ve výstavních prostorách Československého spisovatele).
- 1997 připravil pro Galerii hlavního města Prahy do domu U Kamenného zvonu výstavu "Opus Magnum", a podílel se na ní nejen jako kurátor, ale i realizátor.
- 1999 připravil výstavu František Antonín hrabě Špork, významný mecenáš barokní kultury v Čechách.
- 2006 pořádal výstavu Dary a nedary, na níž představil díla svých přátel i svá.
- 2009 organizoval výstavu své umělecké sbírky pod názvem "Kam až došel, to tam našel!" pro galerii v Trutnově. Téhož roku zahájil i svou "první samostatnou výstavu v Galerii Emila Juliše v Černčicích u Loun.